# Escudo de l'Inde portugaise
Pour les articles homonymes, voir Escudo.
L'escudo de l'Inde portugaise est l'ancienne monnaie de l'Inde portugaise de 1958 à 1961. 

## Histoire monétaire
Cette monnaie a remplacé en 1958 la roupie de l'Inde portugaise (rupia) au taux de 6 escudos pour une roupie. Il était divisé en 100 centavos et avait la même valeur que l'escudo portugais.
En 1961, l'Inde annexe ce territoire portugais et met fin à cette monnaie.

## Émissions monétaires

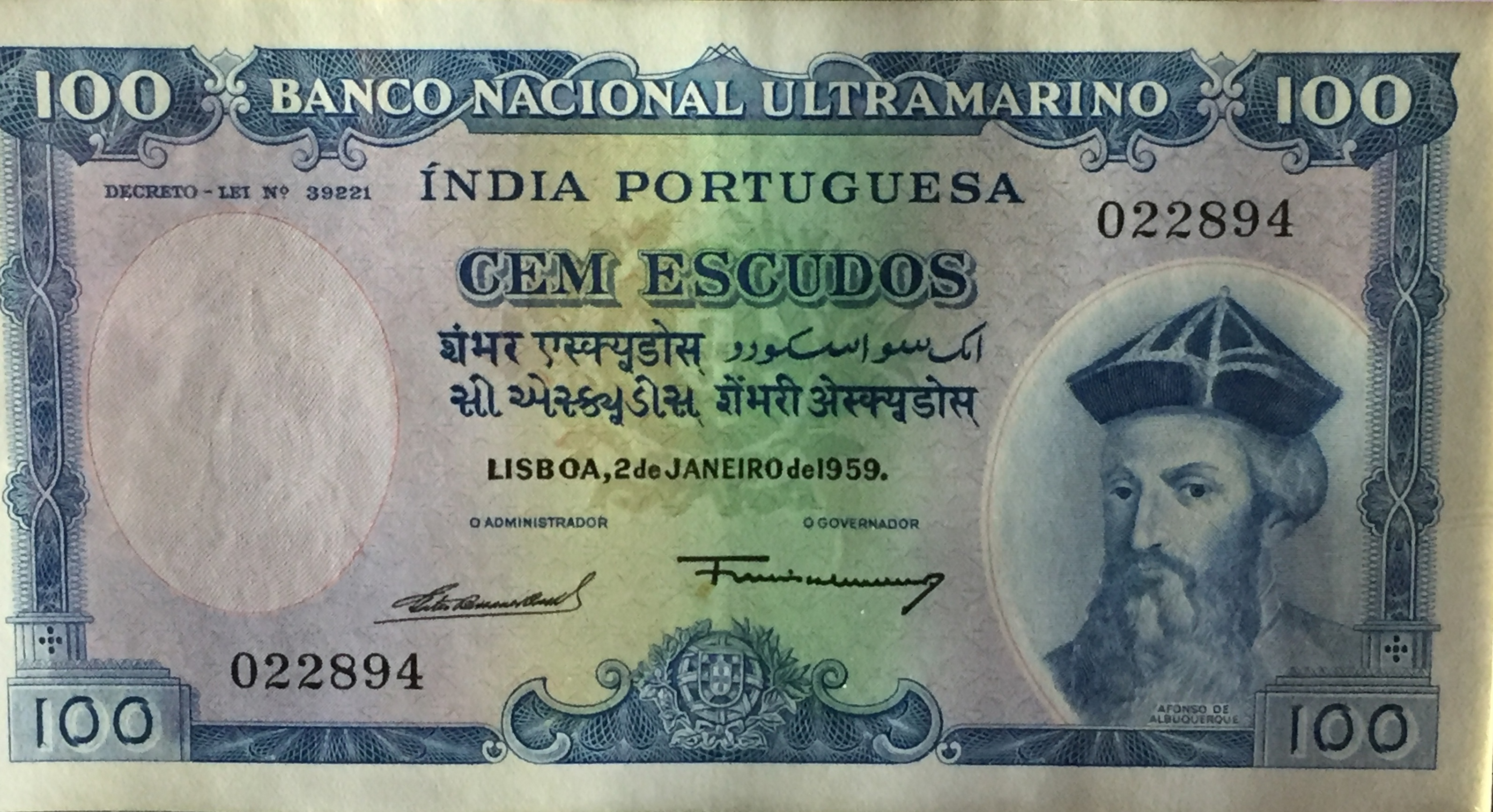
Billet de 100 escudos de l'Inde portugaise (recto, série 1959).

Les premières pièces sont frappées dès 1958 pour des valeurs de 30 centavos en bronze, et de 60 centavos, 1, 3 et 6 escudos en cupronickel. Une seule pièce fut frappée en 1961, celle de 10 centavos en bronze.
Fabriqués par De La Rue, les billets émis par la Banco Nacional Ultramarino sont aux valeurs suivantes : 30, 60, 100, 300, 600 et 1 000 escudos. Ils figurent Afonso de Albuquerque et ses caravelles.
Au change de l'époque, 1 escudo valait 3 pence de livre sterling ou 1/6e de roupie indienne.